# Chevrolet Corvette Z06
La Chevrolet Corvette Z06 è un'autovettura coupé statunitense della Chevrolet presentata alla fine del 2005 e messa in produzione come modello 2006.

## Sviluppo
Fa parte della serie delle Chevrolet Corvette la cui storia è cominciata nel lontano 1953; rispetto al modello C6 normale è riconoscibile a colpo d'occhio dal cofano anteriore rialzato e fornito di presa d'aria suppletiva.

## Tecnica
Si tratta di un'auto molto sportiva grazie ai suoi 513 CV erogati a 6300 giri/min e a una coppia di 637 Nm a 4800 giri/min giri forniti da un propulsore V8 di 90° da 7 litri collocato in posizione anteriore longitudinale. Con una distribuzione a 2 valvole per cilindro ad aste e bilancieri con punterie idrauliche, questo propulsore a benzina spinge fino ai 7000 giri/min e, solo in prima marcia, riesce a far raggiungere alla vettura i 105 km/h.
Il motore ha le bielle in titanio che pesano il 30% in meno di quelle della Corvette C6 6.0 da 431 CV. La lubrificazione del motore è a carter secco. L'albero a gomiti ha le manovelle sfalsate di 90° tra di loro (manovellismo "a croce").
La trazione è posteriore come il cambio che è in blocco col differenziale autobloccante (schema transaxle). Le marce sono sei con rapporti da: 1) 2,66; 2) 1,78; 3) 1,30; 4) 1,00; 5) 0,74; 6) 0,50; RM 2,90 al ponte) 3,42.
Il telaio è in alluminio ed alcuni supporti sono in magnesio. I parafanghi sono in carbonio. Le sospensioni sono, sia all'avantreno che al retrotreno, a quadrilateri in alluminio con singola balestra trasversale in materiale composito, ammortizzatori a gas e barra antirollio.
I controlli della trazione e della stabilità di cui l'auto dispone sono comunque disattivabili dal guidatore per provare l'ebbrezza di pilotare senza gli aiuti elettronici.
Come le altre vetture di più recente introduzione sul mercato, le emissioni inquinanti rispecchiano quanto richiesto dall'omologazione Euro 4.
Le prestazioni dichiarate dalla casa madre sono: 
- Velocità massima: 320 km/h
- Accelerazione 0–100 km/h: 3,9 s
- Consumo medio: 6,8 km/l, (quasi 10 km/l a 130 km/h a 1600 giri in autostrada).
- Massa: 1418 kg

I freni a disco vengono prodotti in Australia, non sono carboceramici e sono da 355 mm sull'asse anteriore con pinze a sei pistoncini, da 340 mm con pinze a quattro sull'asse posteriore. Molto generosi gli pneumatici Goodyear Supercar Eagle F1 Runflat: 275/35 ZR 18 davanti e 325/30 ZR 19 dietro.
Una nota curiosa è dovuta al fatto che per uscire dall'abitacolo esiste un pulsante di apertura invece della classica maniglia.
Nel 2006 è stata scelta come pace car per alcune gare automobilistiche statunitensi come la 500 miglia di Indianapolis.

## Versioni speciali

### Chevrolet Corvette C6RS
Nel 2007 Jay Leno realizzò, con la collaborazione dell'azienda Pratt & Miller, una versione speciale della Corvette Z06. Denominata C6RS, era alimentata ad Etanolo E85 ed era dotata di un propulsore LS7 8.2 V8 dalla potenza di 600 CV gestito da un cambio manuale T-56 a sei rapporti. La carrozzeria venne aggiornata con nuove componenti aerodinamiche in fibra di carbonio, mentre l'impianto frenante di serie venne sostituito con dei freni a disco sportivi forniti dalla Brembo. Anche i cerchi vennero sostituiti con dei modelli in alluminio forgiato per contenere il peso complessivo del veicolo.

### Chevrolet C6 Corvette Z06 427 Special Edition
Nel 2008 venne presentata la 427 Special Edition, versione commemorativa dell'originale Chervolet Corvette 427 realizzata nel 1967. Rispetto al modello di serie, la 427 era dotata di una livrea bicolore ispirata alla Corvette degli anni '60, di nuovi interni in pelle e di un propulsore V8 LS7 dalla potenza di 510 CV con coppia di 637 Nm.

### Chevrolet Corvette Z06 Carbon Edition
Per celebrare nel 2010 il 50º anniversario della prima partecipazione della Corvette alla 24 Ore di Le Mans la Chevrolet produsse in 500 esemplari la Carbon Edition. Tale modello manteneva la base meccanica della canonica Z06 ma era equipaggiata con una copertura per il motore in carbonio, nuovi interni in pelle ed impianto frenante e gomme sportive derivati dalla Corvette ZR1.

## Attività sportiva
Nel 2007 della Z06 venne realizzata una versione adatta a competere nelle gare di classe FIA GT2. La vettura venne preparata dalla Markland Racing ed era equipaggiata con un propulsore LS7 V8 dalla potenza di 480 CV con 550 Nm di coppia gestito da un cambio sequenziale a sei rapporti. Il telaio in alluminio era ricoperto da una carrozzeria realizzata in materiale composito e fibra di carbonio, mentre l'impianto frenante era rappresentato da quattro freni a disco. Come piloti per la stagione 2007 della Le Mans Series vennero assunti Kurt Thiim e Thorkild Thyrring e con loro corse anche Henrik Moller Sorensen, fondatore del team. La squadra non riuscì mai ad arrivare a punti e il miglior risultato fu un 33º posto ottenuto 1000 km di Silverstone.